# یواس‌ان‌اس پث‌فایندر (تی-ای‌جی‌اس-۶۰)
یواس‌ان‌اس پث‌فایندر (تی-ای‌جی‌اس-۶۰) (به انگلیسی: USNS Pathfinder (T-AGS-60)) یک کشتی است که طول آن ۳۲۸ فوت ۶ اینچ (۱۰۰٫۱۳ متر) می‌باشد. این کشتی در سال ۱۹۹۳ ساخته شد.